# Jack Giarraputo
Jack Giarraputo est un producteur américain.

## Filmographie
- 1995 : Billy Madison
- 1995 : Heavy Weights
- 1996 : Happy Gilmore
- 1996 : À l'épreuve des balles (Bulletproof)
- 1998 : Wedding singer - Demain on se marie! (The Wedding Singer)
- 1998 : Waterboy (The Waterboy)
- 1999 : Deuce Bigalow: Male Gigolo
- 1999 : Big Daddy
- 2000 : Little Nicky
- 2001 : Animal! L'animal... (The Animal)
- 2001 : Joe La Crasse (Joe Dirt)
- 2002 : Les Aventures de Mister Deeds (Mr. Deeds)
- 2002 : The Master of Disguise
- 2002 : Huit Nuits folles d'Adam Sandler
- 2002 : The Hot Chick
- 2003 : The Mayor (série TV)
- 2003 : Self Control (Anger Management)
- 2003 : Dickie Roberts: ex-enfant star (Dickie Roberts: Former Child Star)
- 2004 : Amour et amnésie (50 First Dates)
- 2005 : Mi-temps au mitard (The Longest Yard)
- 2005 : Gigolo malgré lui (Deuce Bigalow: European Gigolo)
- 2006 : Gay Robot (TV)
- 2006 : Le Garçon à mamie (Grandma's Boy)
- 2006 : Les Benchwarmers ça chauffe sur le banc (The Benchwarmers)
- 2006 : Click : télécommandez votre vie (Click)
- 2007 : À cœur ouvert (Reign Over Me)
- 2007 : Quand Chuck rencontre Larry (I Now Pronounce You Chuck & Larry)
- 2008 : Strange Wilderness
- 2008 : Rien que pour vos cheveux
- 2008 : Super blonde
- 2008 : Histoires enchantées
- 2009 : Paul Blart: Mall Cop
- 2009 : The Shortcut
- 2009 : Funny People
- 2010 : Copains pour toujours
- 2011 : Le Mytho - Just Go with It
- 2011 : Breaking In
- 2011 : Bucky Larson: Born to Be a Star
- 2011 : Zookeeper - Le Héros des animaux
- 2011 : Jack et Julie
- 2012 : Leçons sur le mariage
- 2012 : Crazy Dad
- 2013 : Grown Ups 2
- 2025 : Happy Gilmore 2 de Kyle Newacheck